# História de Timișoara

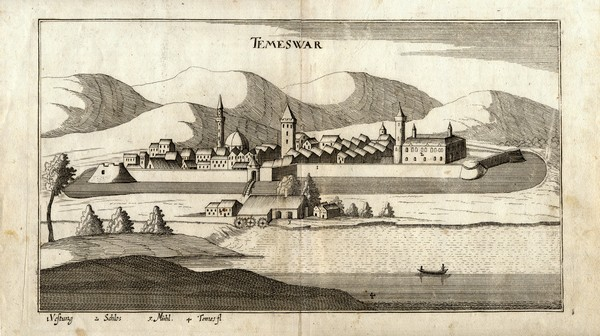
Gravura de Timișoara durante a ocupação otomana, publicada em 1685

Timișoara (em húngaro: Temesvár, [ˈtɛmɛʃvaːr]ⓘ;  em alemão: Temeswar ou, antigamente Temeschburg ou Temeschwar; em iídiche: טעמשוואר; em sérvio: Темишвар; romaniz.: Temišvar; em eslovaco: Temešvár; em turco: Temeşvar) é a maior cidade da região histórica do Banato (parte da Transilvânia), Roménia. É o principal centro económico e cultural da Roménia ocidental, a terceira cidade mais populosa do país e a capital do distrito de Timiș.
O povoamento da área onde se encontra a cidade moderna remonta à Antiguidade. Há vários vestígios dácios e durante o período romano existiu um povoado na área, que persistiu durante as sucessivas ocupações que se seguiram à retirada dos romanos. A partir de 630, a região pertenceu ao Primeiro Império Búlgaro e a partir do início do século X passou a ser dominada por húngaras. Foi parte do Reino da Hungria, do qual foi brevemente capital na primeira metade do século XIV, até 1552, quando foi conquistada pelo Império Otomano. Durante pouco mais de um século foi capital do eialete (província otomana) de Tımışvar. Em 1716 foi conquistada pela Monarquia de Habsburgo. Na sequência do colapso da Áustria-Hungria após a Primeira Guerra Mundial, passou a fazer parte do Reino da Roménia em 1919. Em 1989, foi em Timișoara que estalou a revolução que poria fim ao regime comunista do ditador Nicolae Ceaușescu.

## Antiguidade e Idade Média
As descobertas arqueológicas atestam que a área onde atualmente se situa Timișoara foi habitada desde a Antiguidade. A primeira civilização identificável na região é a dos dácios, dos quais há diversos vestígios. Pelas moedas encontradas sabe-se que no período romano havia um povoado do qual não há registo históricos, mas que existiu ao longo da Idade Média. Após o domínio romano, a região foi governada por ostrogodos, hunos, gépidas, ávaros e finalmente pelo Primeiro Império Búlgaro, que dominou a região a partir de 630, até à conquista pelo Reino da Hungria no início do século X.

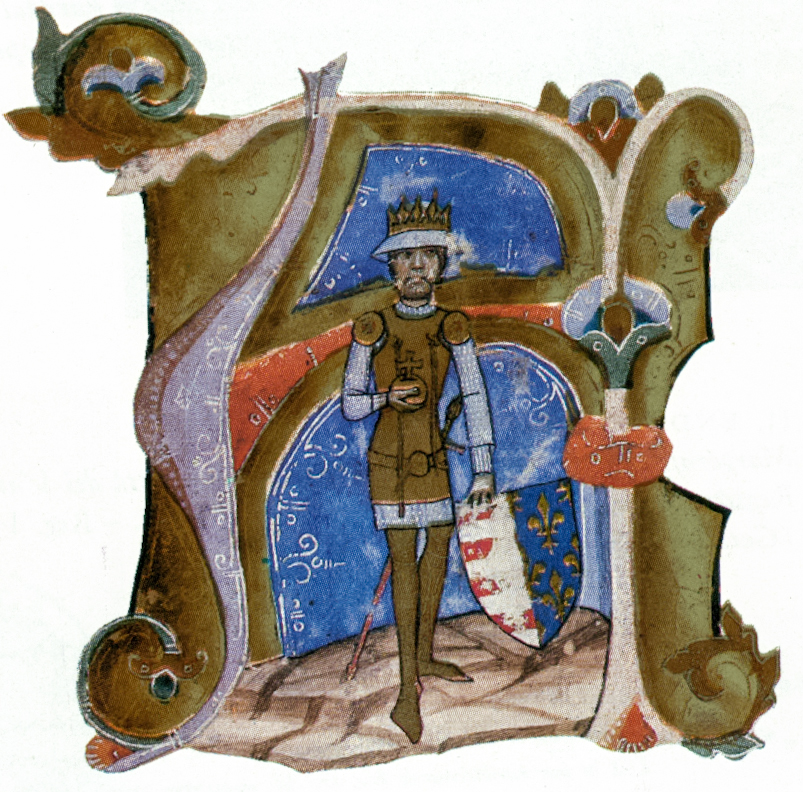
fez de Temesvár a sua capital entre 1315 e 1323

Os achados arqueológicos num cemitério medieval mostram que na segunda metade do século X se instalou na área a oeste da cidade atual uma comunidade de guerreiros. Aproximadamente metade dos 41 túmulos continham objetos funerários, que incluíam pontas de seta, anéis de cabelo, brincos e braceletes, o que sugere que os sepultados mantinham os seus ritos pagãos. A colocação de pontas de seta em túmulos é documentada entre os guerreiros húngaros do século X na bacia Cárpata. A posição dos ossos dos braços em dez dos túmulos pode indicar que cristãos ou pessoas influenciadas pelo cristianismo também eram enterradas no cemitério. Vários tipos de anéis indicam que os habitantes locais tinha contactos comerciais com a península balcânica. O cemitério foi abandonado nas primeiras décadas do século XI.

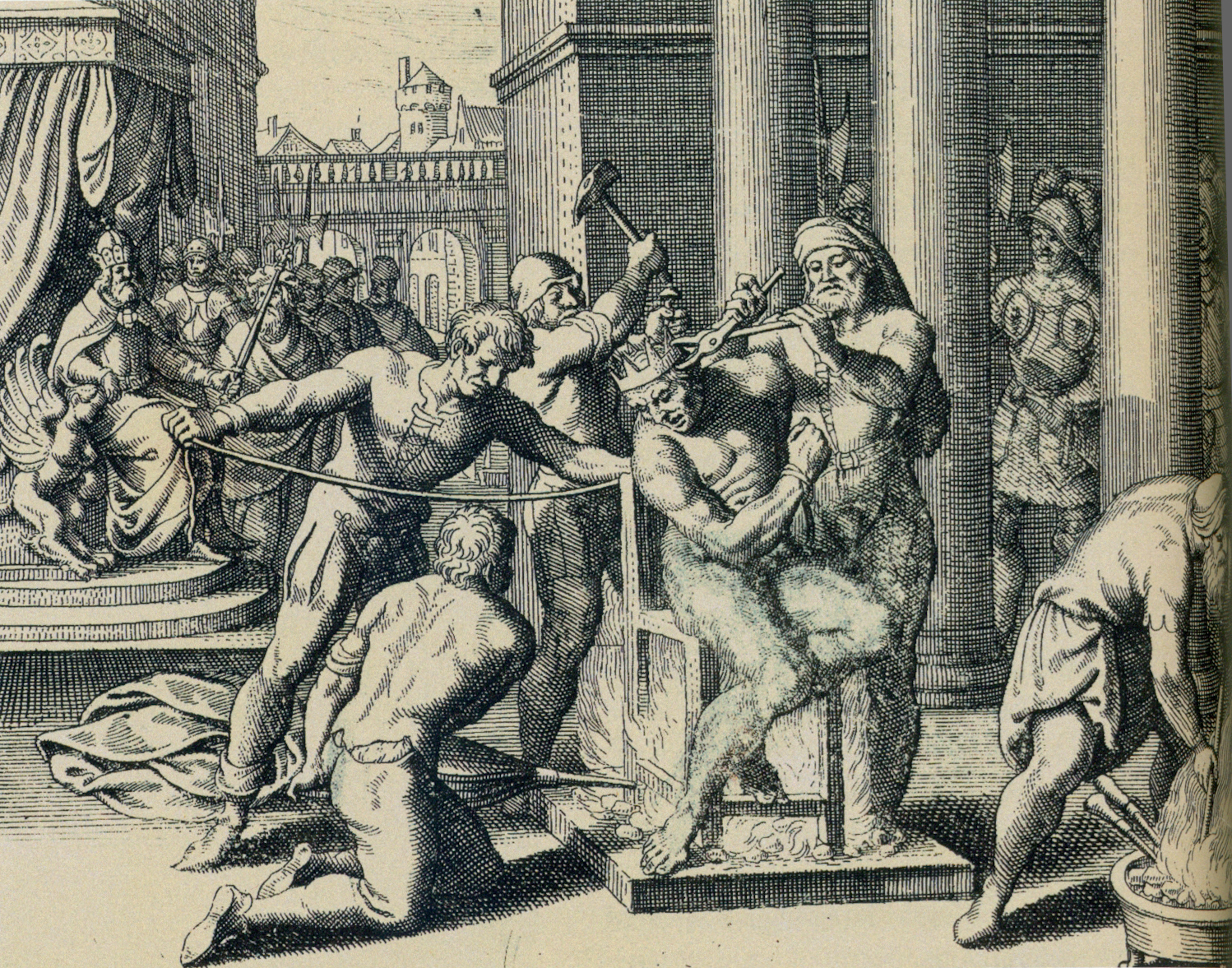
A execução do líder rebelde sículo em Temesvár em 1514 numa gravura da primeira metade do século XVII

Em meados do século XII, o geógrafo muçulmano Maomé Idrissi mencionou uma cidade chamada "T.n.y.s.b.r" que descreveu como próspera, situada a sul do rio "T.n.y.s.b.r" (Tisza). O historiador István Petrovics associa T.n.y.s.b.r com Temesvár, sugerindo que Idrissi se enganou na localização porque não tinha informação direta da cidade. O nome húngaro de Timișoara (Temesvár), significa castelo (em húngaro: vár) no rio Temes (Timiș). O castelo ou fortaleza é mencionado pela primeira vez no “Registo de Arad”, c. 1177., que menciona duas aldeias, Sep e Vrman, nas propriedades reais anexas à fortaleza "Demesiensis". Provavelmente era feita de barro e madeira, segundo o historiador Ferenc Sebők. A fortaleza, que se erguia em terrenos pantanosos junto ao rio Bega, um afluente do Temes, era a sede do ispano, ou líder do Condado de Temes. Em 1241, a cidade foi destruída durante a invasão mongol da Hungria e da Polónia, mas as muralhas foram depois reconstruídas.[carece de fontes?]
O rei Carlos I da Hungria fixou residência em Temesvár em 1315 devido a uma dúzia de poderosos tartományúrs (oligarcas feudais) se terem recusado a dar-lhe o controlo de vastos territórios noutras partes do reino. Nos anos seguintes foi construído um castelo real junto à velha fortaleza, a qual foi reconstruída em pedra. Segundo Petrovics, a existência duma igreja  dedicada a Santo Elígio indica que nessa altura se fixaram na cidade artesãos italianos, pois esse santo era venerado principalmente em Nápoles. Os dominicanos instalaram-se na cidade antes de Csanád Telegdi ter sido consagrado bispo na sua igreja dominicana local no início de 1323. Após Carlos I ter restaurado a autoridade real, transferiu a sua corte de Temesvár para Visegrado, situada numa localização mais central, no verão de 1323. Os chamado "colonos convidados" (hospites de Themeswar) são mencionados pela primeira vez em 1341 e os "burgueses" (cives de Temeswar) em 1342. A etnicidade dos cidadãos raramente era mencionada mas os seus nomes ugerem que os "colonos convidados" e os burgueses eram húngaros. Há registos de cidadãos que se mudaram de Șemlacu Mare, Maráz e outras aldeias próximas para Temesvár, o que prova que a cidade se tinha tornado um centro regional importante. Em 1402 fixaram-se em Temesvár mercadores de Ragusa (atual Dubrovnik, na Croácia). Nos séculos XV e XVI também se instalaram na cidade búlgaros, romenos e sérvios. Por exemplo, o nome de Johannes Olaah ("João, o Valaco"), um burguês de Temesvár mencionado em 1539, sugere que ele era de origem romena.
Em meados do século XIV, Temesvár estava na linha da frente da guerra entre a Cristandade e os otomanos muçulmanos. Cruzados franceses e húngaros encontraram-se na cidade antes de irem para a Batalha de Nicópolis, em 1396. A partir de 1443, João Corvino (Ioan de Hunedoara), voivoda da Transilvânia, usou Temesvár como um reduto militar contra os otomanos, tendo construído uma poderosa fortaleza. A cidade foi repetidamente cercada pelos otomanos em 1462, 1476, 1491 e 1522. Em 1514, a maior revolta de camponeses na história da Hungria foi derrotada numa batalha perto de Temesvár e o seu líder sículo György Dózsa (Gheorghe Doja em romeno) foi torturado e executado, juntamente com 40 a 60 mil rebeldes. No local da execução ergue-se atualmente uma estátua de Santa Maria. Segundo a lenda, durante o suplício de Gheorghe Doja os monges jesuítas viram na sua orelha a imagem da Virgem Maria. A primeira estátua foi erigida no local em 1865, mas o monumento atual, da autoria do escultor György Kiss, data de 1906.

## Domínio otomano

intitulada Após a captura de Temesvár

Devido à posição estratégica de Temesvár, os otomanos fizeram várias tentativas para tomar a cidade durantes as suas campanhas contra o Reino da Hungria. Apesar dos húngaros terem sofrido uma perda devastadora na Batalha de Mohács, em 1526, Temesvár só foi conquistada pelos otomanos em outubro de 1551.
Durante o período otomano, a cidade foi o centro administrativo do Eialete de Tımışvar (província), rebatizado Eialete de Yanova em 1658. A fortaleza foi reconstruída e, a par de Belgrado, Temesvár foi uma das principais bases militares dos otomanos. Devido à sua natureza eminentemente militar, a cidade desenvolveu-se pouco durante a administração otomana. Temesvár tinha duas partes fortificadas: o castelo e a cidade propriamente dita, a qual estava rodeada por muralhas de madeira e de pedra, por sua vez rodeados de fossos inundados. Era defendida por 200 canhões. No interior das muralhas havia cerca de 1 200 casas, escolas, estalagens e banhos públicos, enquanto que no exterior havia mais 1 500 casas.

## Período Habsburgo
Os otomanos entregaram a cidade aos exércitos imperiais dos Habsburgos comandados pelo príncipe Eugénio de Saboia em 12 de outubro de 1716, durante a guerra austro-turca de 1716–1718. O príncipe Eugénio entrou na cidade em 18 de outubro e nomeou um dos seus oficiais, Claude Florimond de Mercy, como governador de Temesvár. A cidade ardeu durante o cerco, pelo que teve que ser completamente reconstruída sob a supervisão de Mercy. Temesvár foi oficialmente concedida pelos otomanos à Monarquia Austríaca dos Habsburgos pelo Tratado de Passarowitz (1718). A cidade tornou-se a capital do Banato de Temeswar, uma província separada dos Habsburgos, que foi abolida em 1778 para ser reincorporada no Reino da Hungria.
Sob a administração dos Habsburgos, em 1723 foi construída uma nova fortaleza de pedra e muralhas em redor da cidade. No interior das muralhas foram construídas casas, hospitais, escolas e igrejas, enquanto que no exterior foram construídas fábricas. Naquela década, a maior parte dos habitantes de Temesvár eram etnicamente sérvios, embora houvesse uma minoria de romenos. Mais tarde foram instalados na região colonos alemães, italianos e espanhóis. Os terrenos pantanosos em redor da cidade foram drenados e os rios Bega e Timiș foram regulados. A cidade continuou a ser um reduto militar com uma grande guarnição. Durante este período a cidade desenvolveu-se muito e a sua população cresceu. Em 1781 era uma das cidades mais importantes do império dos Habsburgos e por isso recebeu o estatuto de "cidade livre real", o que acelerou ainda mais o desenvolvimento. Devido à administração dos Habsburgo, a cidade passou a ser também conhecida pelos seus nomes alemães Temeschburg ("castelo no Temes") e Temeschwar. A cidade foi tomada e saqueada pelos otomanos em 1789, durante a guerra austro-turca de 1788–1791.

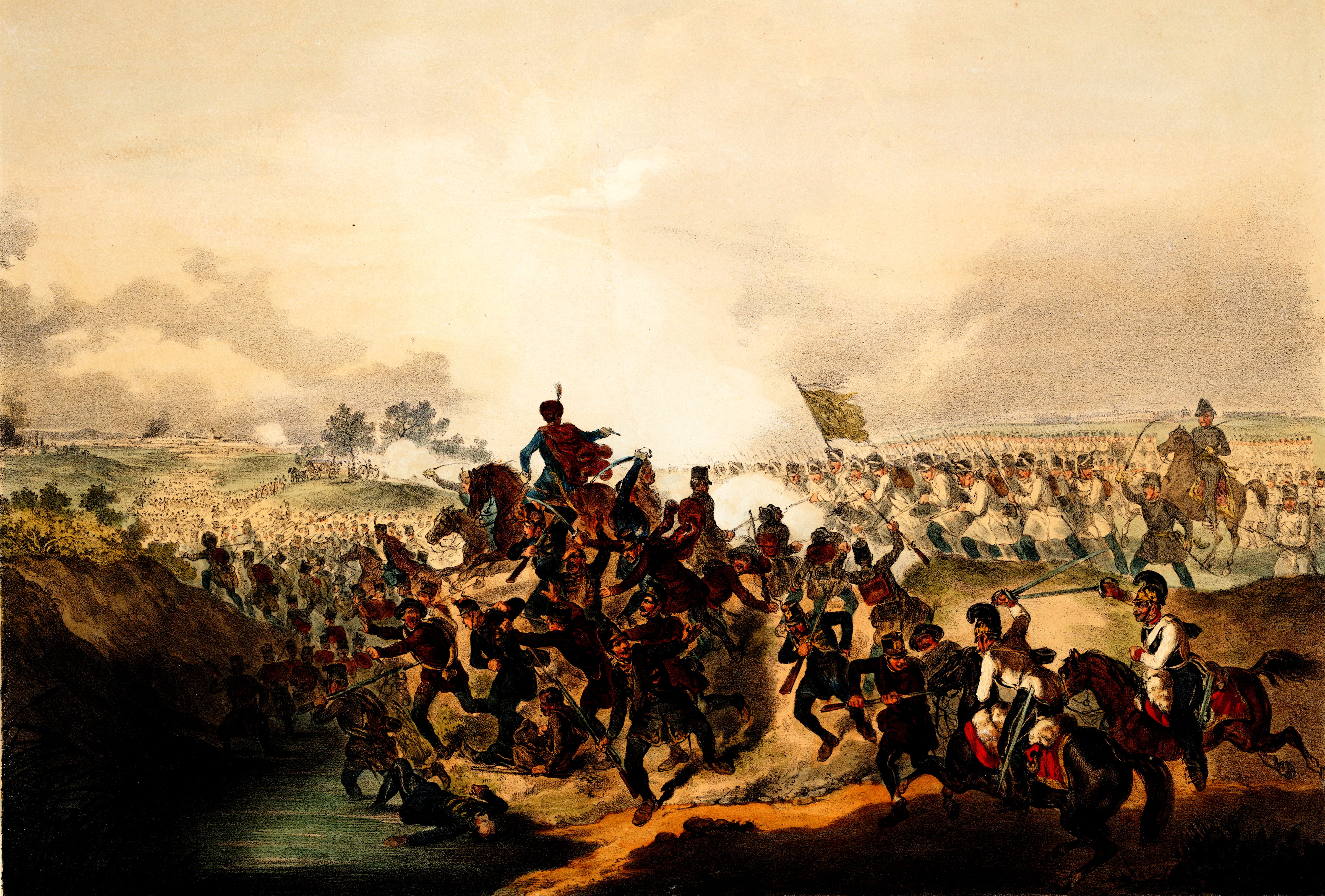
Batalha de Temesvár, travada em 9 de agosto de 1849, que marcou fim da revolução húngara de 1848

Durante a revolução húngara de 1848, os revolucionários apoderaram-se do governo húngaro. Devido ao comandante austríaco da guarnição de Temesvár ter decidido manter-se fiel aos Habsburgos, o exército húngaro levou a cabo um cerco fracassado que durou 114 dias. Numa fase mais tardia da revolução, a cidade foi tomada por tropas sérvias  e durante um curto período foi a capital da Voivodina sérvia. O último grande confronto militar da revolução teve lugar em Temesvár, a 9 de agosto de 1849.
O desenvolvimento da cidade prosseguiu depois da revolução. Em 1849 Temesvár tornou-se a capital da nova província dos Habsburgos chamada Voivodina da Sérvia e Banato de Temeschwar, a qual foi abolida em 1860. Na sequência do compromisso austro-húngaro de 1867, que unificou as administrações do Banato e da Transilvânia com as do Reino da Hungria, a cidade passou a ser a capital do Comitat de Temes.
Em 1853, a telegrafia chegou a Temesvár e em 1857 foi inaugurado a iluminação púbica a gás. No mesmo ano foi inaugurada uma linha ferroviária entre Temesvár e Szeged. Em 1867 foram introduzidos carros americanos (transporte público de tração animal sobre carris); os elétricos chegariam em 1899. Temesvár foi a primeira cidade europeia a ter iluminação pública elétrica, em 1884. A cidade foi também a primeira da Hungria a ter uma estação de ambulâncias.
A seguir à Primeira Guerra Mundial, após a efémera República do Banato pró-Hungria e a ocupação pelo exército sérvio, em 1919 a cidade foi incorporada no Reino da Roménia juntamente com a maior parte do Banato.

## Revolução Romena de 1989
O movimento que derrubou o regime comunista e o ditador Ceaușescu começou em Timișoara em 16 de dezembro de 1989. O primeiro evento foi a reação popular à ordem de deportação do pastor húngaro calvinista László Tőkés emitida pela Securitate, a polícia política. A casa do pastor foi rodeada por membros da sua igreja e na praça central da cidade (Praça da Ópera) houve uma manifestação de apoio ao pastor na qual participaram cidadãos de etnia romena. A administração comunista ordenou ao exército que disparasse sobre os manifestantes, mas vários oficiais recusaram-se a abrir fogo e apoiaram os manifestantes. O regime caiu uma semana depois.

## Cronologia da história de Timișoara
- 1019 — Em documentos datados do reinado do imperador bizantino Basílio II é mencionada uma cidade chamada Dibiscos, Bisiskos, Tibiskos, Tibiskon ou Timbisko, o que alguns historiadores consideram a menção mais antiga a Timișoara. Esta identificação é constestada por vários historiadores.
- 1154 — O geógrafo muçulmano Maomé Idrissi descreve na sua obra “Kitab nuzhat al-mushtaq fi'khtiraq al-'afaq” ("Livro das Viagens Agradáveis para Terras Distantes") a estrada de Cavorz (Sremski Karlovci) a Tnysbr, passando por Cnez (Satchinez). Apesar da localização não ser correta, alguns historiadores identificam Tnysbr com Timișoara,[5] que é descrita como uma "cidade agradável [...] com grande riqueza".

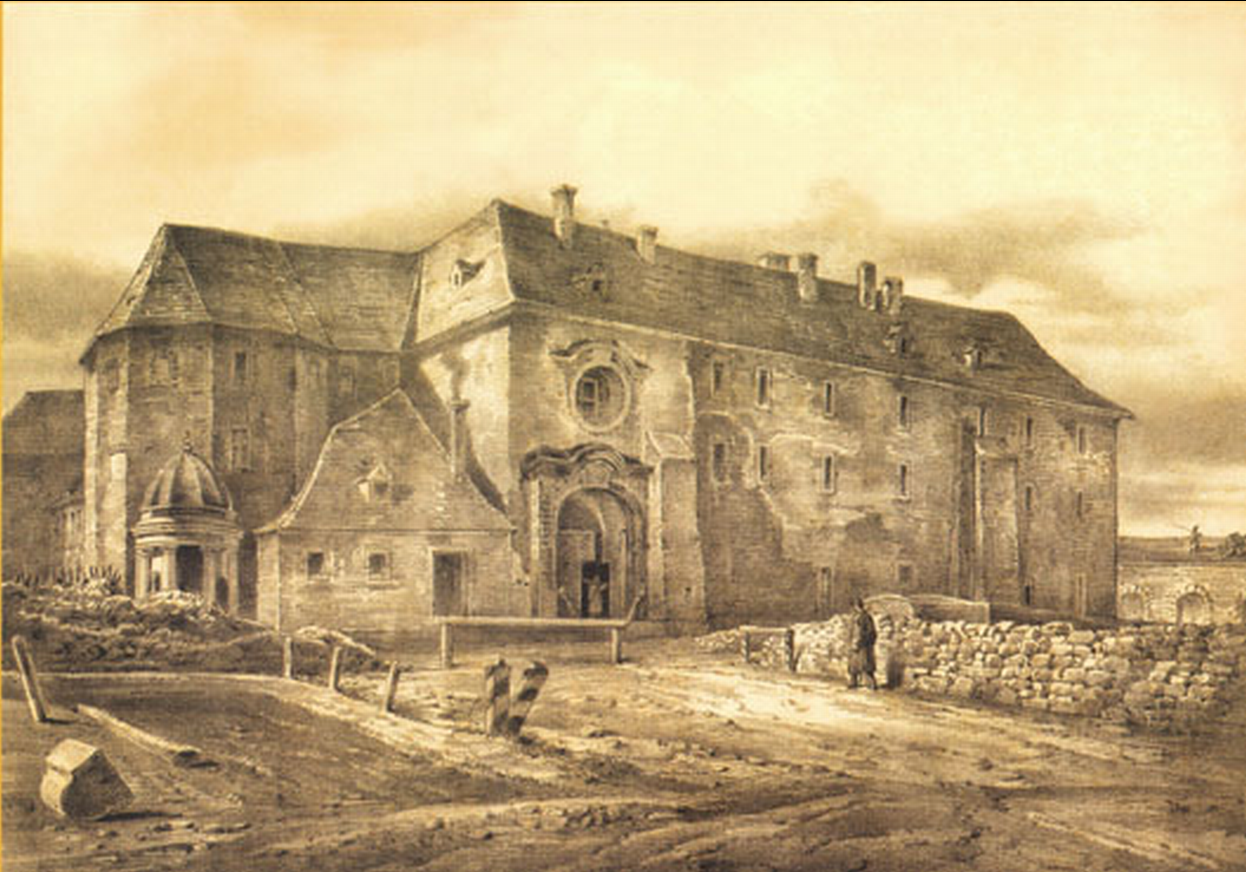
Litografia do, construído por João Corvino em 1443–1447 no local do palácio real de

- 1177 — O “Registo de Arad” menciona Castrensis de Thymes ("Castelo de Thymes" em latim).[1][5]
- 1212 — A fortaleza de Timișoara (Castrum Temesiensis) é mencionada num decreto do rei André II da Hungria.
- 1241 — A cidade é parcialmente destruída pelos tártaros, durante a Invasão mongol da Europa.
- 1307 — Carlos I da Hungria constrói uma fortaleza em pedra e faz da cidade a capital do seu reino.[7][8]
- 1323 — Menção à presença de Carlos I nos serviços religiosos na Igreja de São Jorge (Sfântu Gheorghe). Esta igreja foi demlida antes da Primeira Guerra Mundial.
- 1342 — Timișoara é mencionada pela primeira vez com o título de civitas (cidade).
- 1370 — Primeira menção histórica a uma corporação de ofício de artesãos em Timișoara.
- 1396 — A cidade é o local de reunião das tropas da Cruzada de Nicópolis, que praticamente terminou antes de começar com a derrota na Batalha de Nicópolis frente aos otomanos.

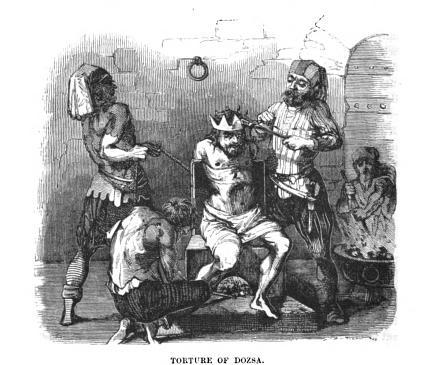
Suplício do rebelde, executado em Temesvár em 1514

- 1443–1447 — João Corvino (Ioan de Hunedoara), voivoda da Transilvânia fez de Temesvár um reduto contra os otomanos, construindo uma nova fortaleza e um palácio. Este último, conhecido como Castelo de Huniade, ocupa o local do palácio real construído por Carlos I e é atualmente o monumento mais antigo de Timișoara.
- 1462, 1476 e 1491 — Cercos otomanos fracassados.
- 1478–1494 — O magnata húngaro Pavel Chinezul torna-se o governante do Condado de Temes e capitão da fortaleza de Temesvár.
- 1497 — Pelbart de Timișoara, o único autor de incunábulos da Roménia, publica as suas obras em Basileia e mais tarde em Haguenau.
- 1514 — A fortaleza de Temesvár é atacada por tropas camponesas rebeldes lideradas por György Dózsa (Gheorghe Doja em romeno). A revolta foi esmagada e Dózsa foi torturado e executado na cidade juntamente com 40 a 60 mil rebeldes.

- 1522 — Cerco otomano fracassado.

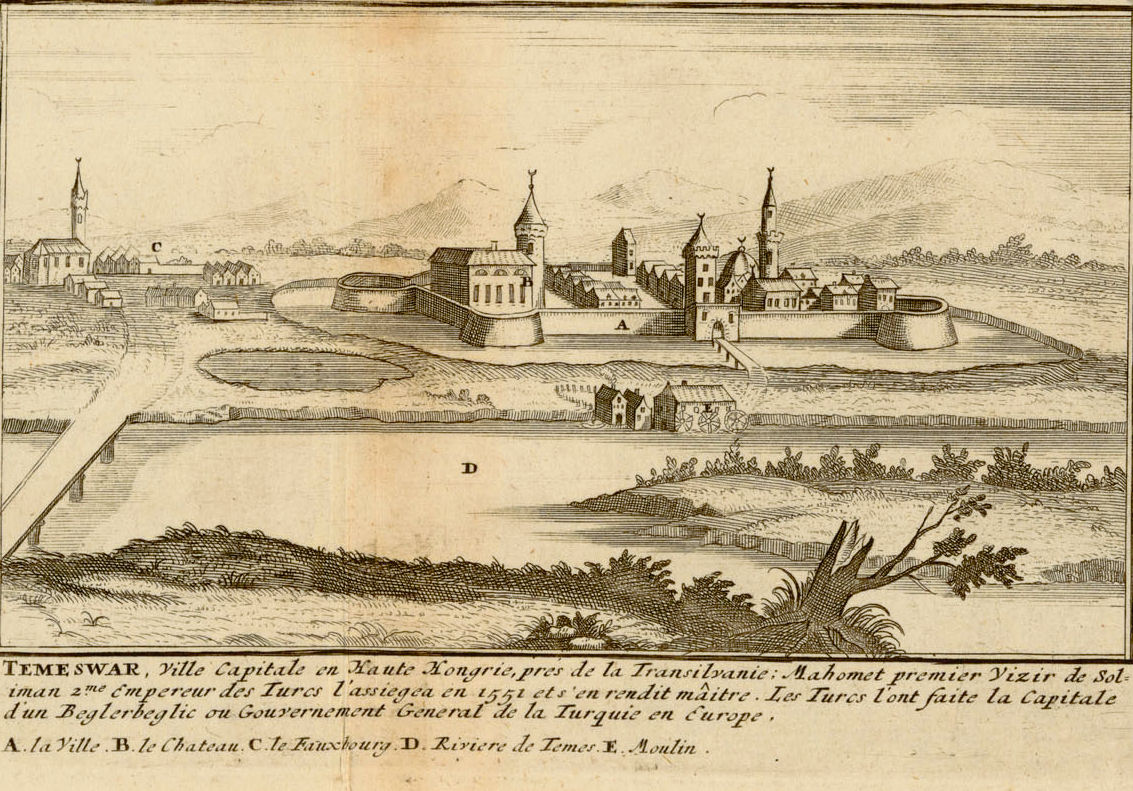
Gravura de Temeswar de 1656 numa obra de Nicolas Sanson, onde sã claramente visíveis os minaretes das mesquitas otomanas

- 1549 — Fundação da primeira escola protestante em Temesvár, por István Kiss de Szeged.
- 1551 — Temesvár é conquistada pelo Império Otomano e torna-se a capital do Eialete de Tımışvar (província otomana).
- 1596 — Sigismundo Báthory da Transilvânia e Miguel, o Valente da Valáquia cercam Temesvár durante 40 dias mas não conseguem conquistar a cidade.
- 1660 — O viajante otomano Evliya Çelebi visita a cidade e descreve-a como tendo mais de 36 000 habitantes que viviam em 1 500 casas em volta da fortaleza, cuja guarnição tinha 10 000 soldados. Dentro da fortaleza havia 1 200 casas, mais de 400 lojas, 7 escolas, 4 banhos públicos, 3 restaurantes e confeitarias.

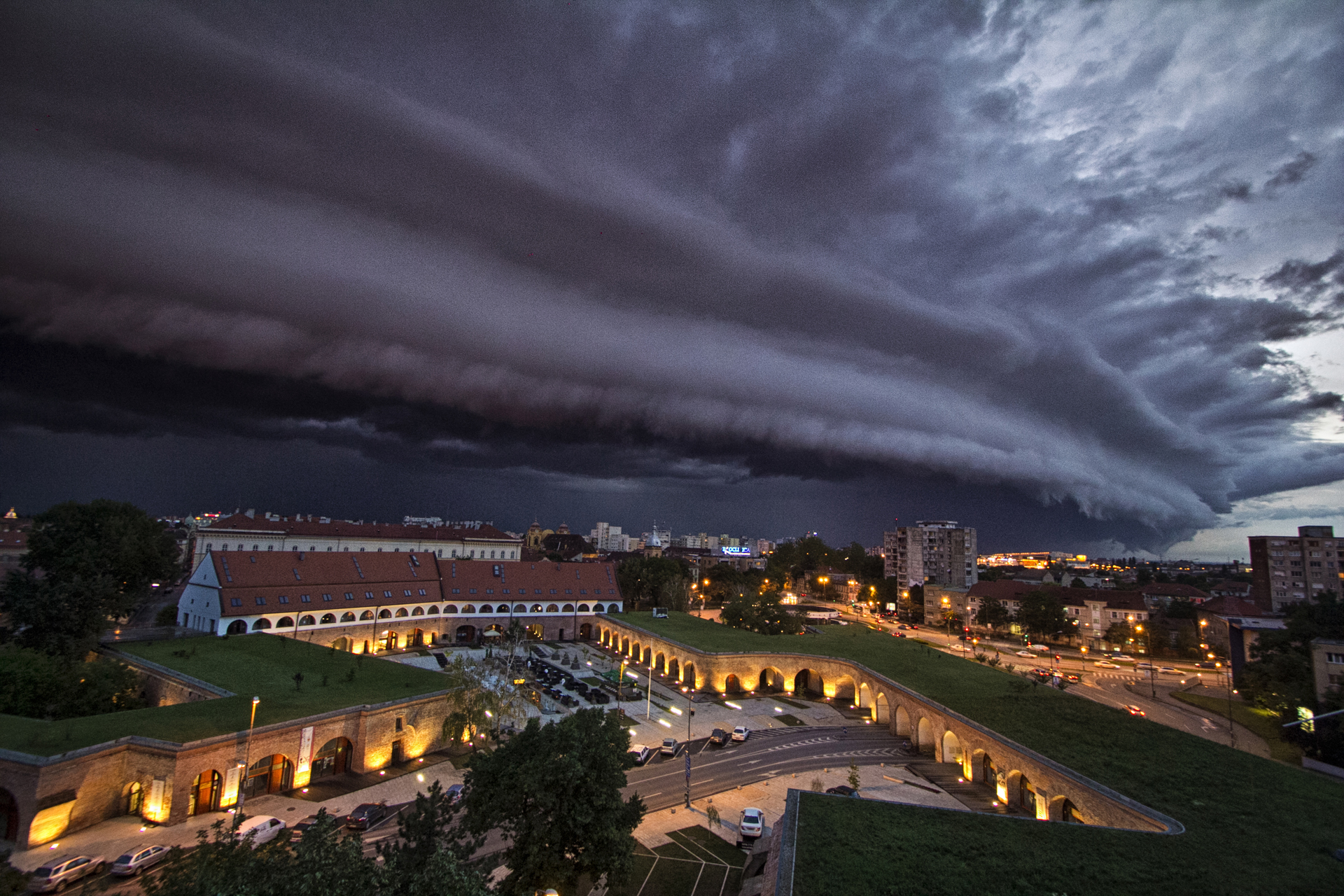
Vista noturna do Bastião Theresia, construído sobre a fortaleza otomana entre 1732 e 1734, batizado em honra da imperatriz Maria Teresa da Áustria

- 1688 — O Banato Oriental é conquistado pelo general Friedrich von Veterani da Monarquia de Habsburgo.
- 1688 — A guarnição otomana de Timișoara rebela-se contra as autoridades otomanas.
- 1696 — As tropas do Sacro Império Romano-Germânico  comandadas por Frederico Augusto I cercam Timișoara sem sucesso.
- 1716 — O príncipe Eugénio de Saboia conquista a cidade aos otomanos em 12 de outubro. Nessa altura, a população era constituída por 235 000 romenos e cerca de 100 000 sérvios e famílias mistas.
- 1722–1726 — Temesvár recebe a primeira vaga de colonos alemães (suábios do Danúbio), durante o reinado do sacro-imperador Carlos VI.
- 1728/1771/1783 — Obras de regularização do rio Bega e construção do Canal Bega, que transformou o rio num canal navegável com 115 km de extensão que ligava o Banato com outras vias fluviais europeias. A primeira tentativa de regularização do Bega e do Timiș foi levada a cabo durante a ocupação otomana por A. Cornaro, tendo sido feitas algumas obras na área de Budinț-Chizătău. As primeiras obras dos Habsburgos foram feitas entre 1728 e 1732, quando o conde Claude Florimond de Mercy era governador de Temesvár.
- 1728 — Fundada em Temesvár uma fábrica de tabaco, a qual foi modernizada no século XX e ainda estava em funcionamento em meados da década de 1990.

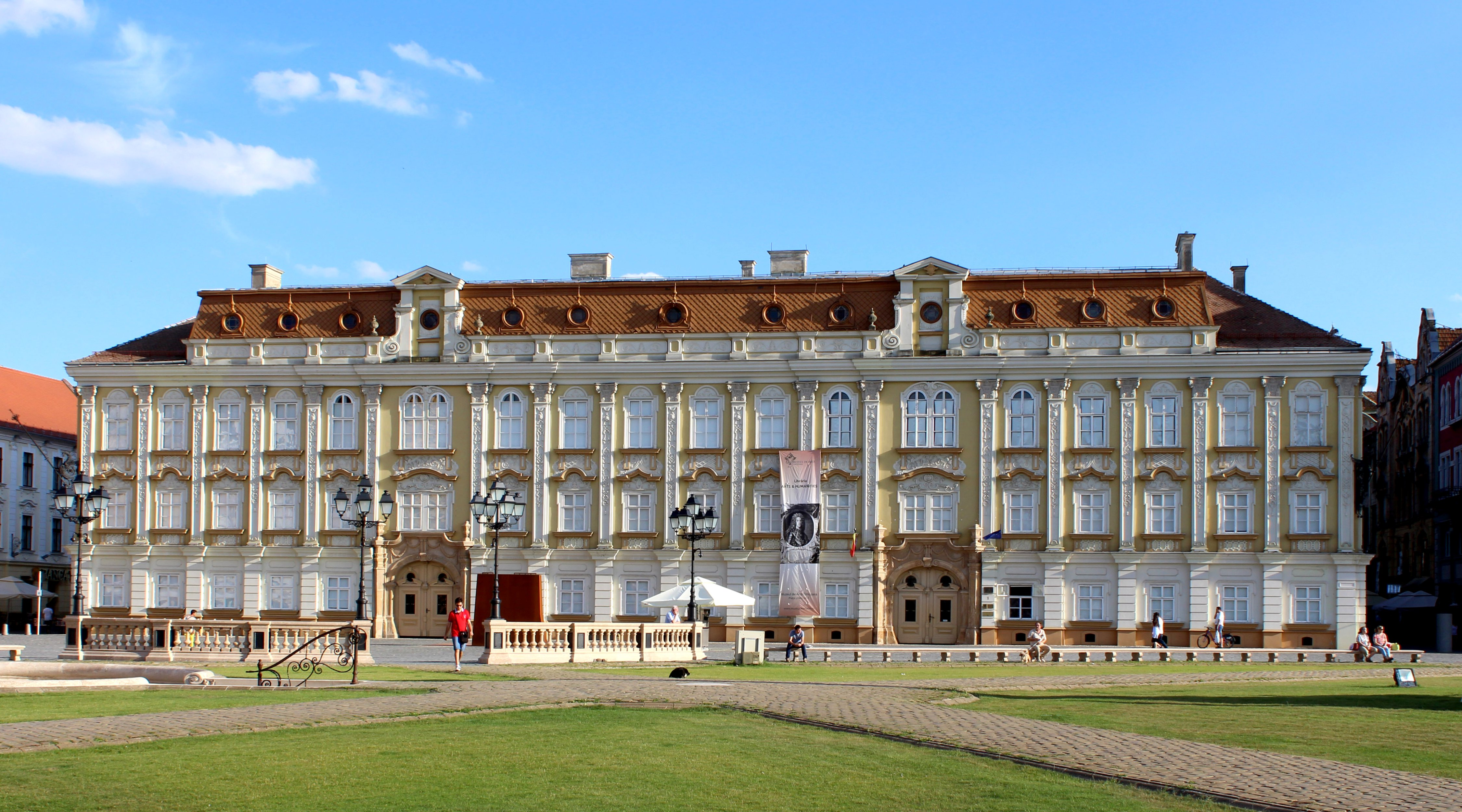
, originalmente construído a partir de 1733

- 1753 — Primeira menção a um teatro na cidade, onde uma companhia alemã atuou entre maio e novembro. Temesvár foi a terceira cidade do império, a seguir a Viena e Budapeste, a ter uma temporada permanente de teatro.
- 1760 — Temesvár torna-se a primeira cidade do império com iluminação pública com candeeiros a óleo e gordura.
- 1763–1772 — Segunda vaga de colonos alemães, durante o reinado de Maria Teresa da Áustria.
- 1782–1786 — Terceira vaga  de colonos alemães, durante o reinado de José II.
- 1738–1739 e 1762–1763 — Epidemias de peste.
- 1771 — Mathäus Heimerl funda a primeira tipografia da cidade, no bairro de Fabric.
- 1781 — Em 21 de dezembro, o imperador José II concede a Temesvár o privilégio de "cidade livre real".
- 1788 — Os otomanos conquistam Temesvár durante a guerra austro-turca de 1787–1791
- 1789 — Durante a sua retirada da cidade, os otomanos saqueiam Temesvár.
- 1796 — Representação em Temesvár d'A Flauta Mágica, cinco após a sua estreia em Viena.
- 1815 — O tipógrafo Joseph Klapka, posteriormente burgomestre da cidade, cria a primeira biblioteca de empréstimos da Hungria.
- 1823 — Numa carta escrita em Temesvár a 3 novembro e endereçada ao seu pai, residente em Târgu-Mureș, o matemático János Bolyai menciona a sua descoberta dos princípios da geometria não euclidiana.
- 1846 — O compositor e pianista Franz Liszt realiza três concertos em Temesvár.
- 1847 — Johann Strauss II, o "Rei da Valsa", atua na cidade com a sua orquestra.
- 1849 — Entre 26 de abril e 9 de agosto, durante a revolução húngara, Temesvár é cercada por tropas revolucionárias, o cerco mais longo da cidade. O último grande confronto militar da revolução teve lugar na cidade em 9 de agosto.

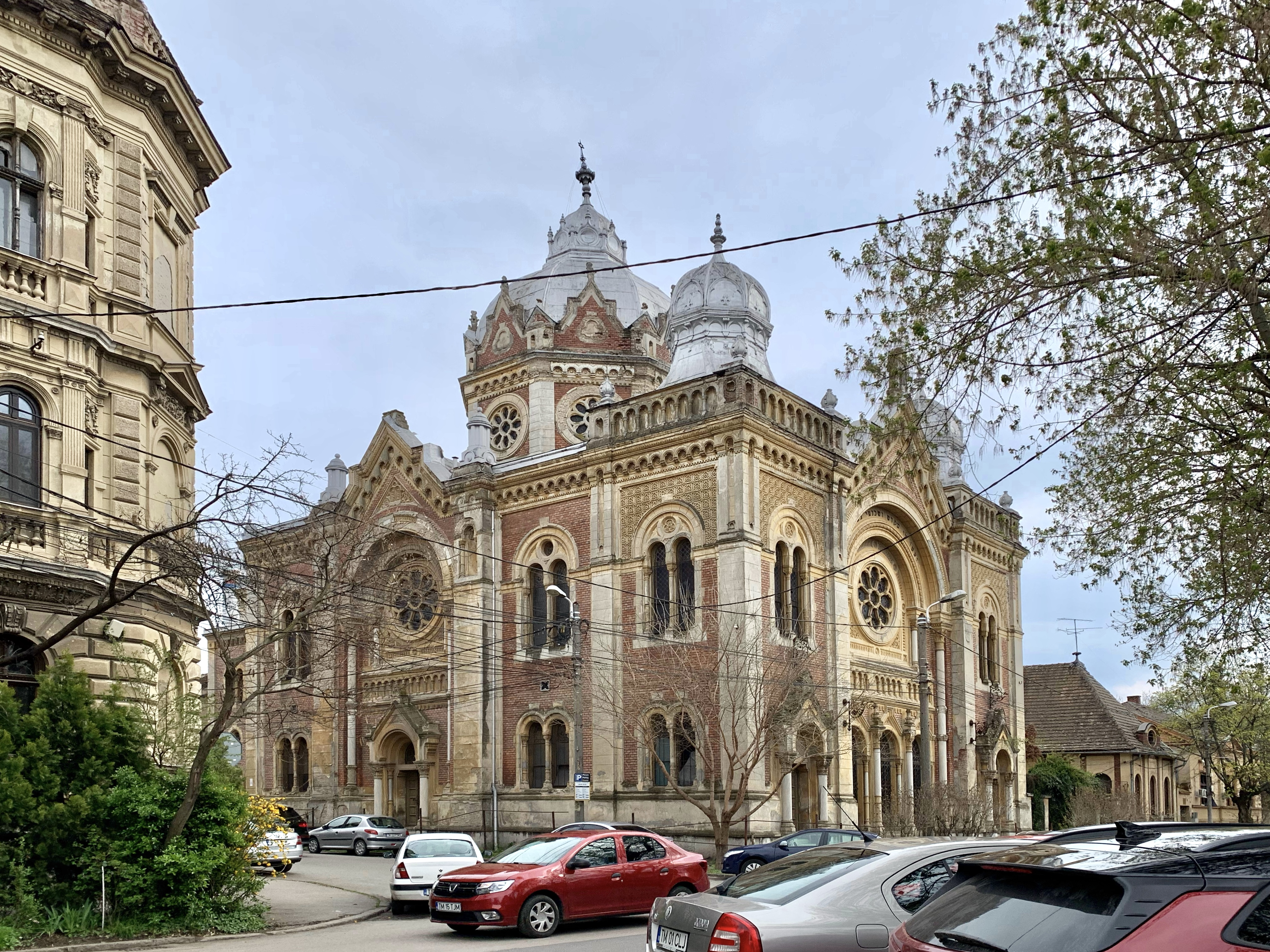
Sinagoga do bairro de Fabric, construída em 1838 ou 1841

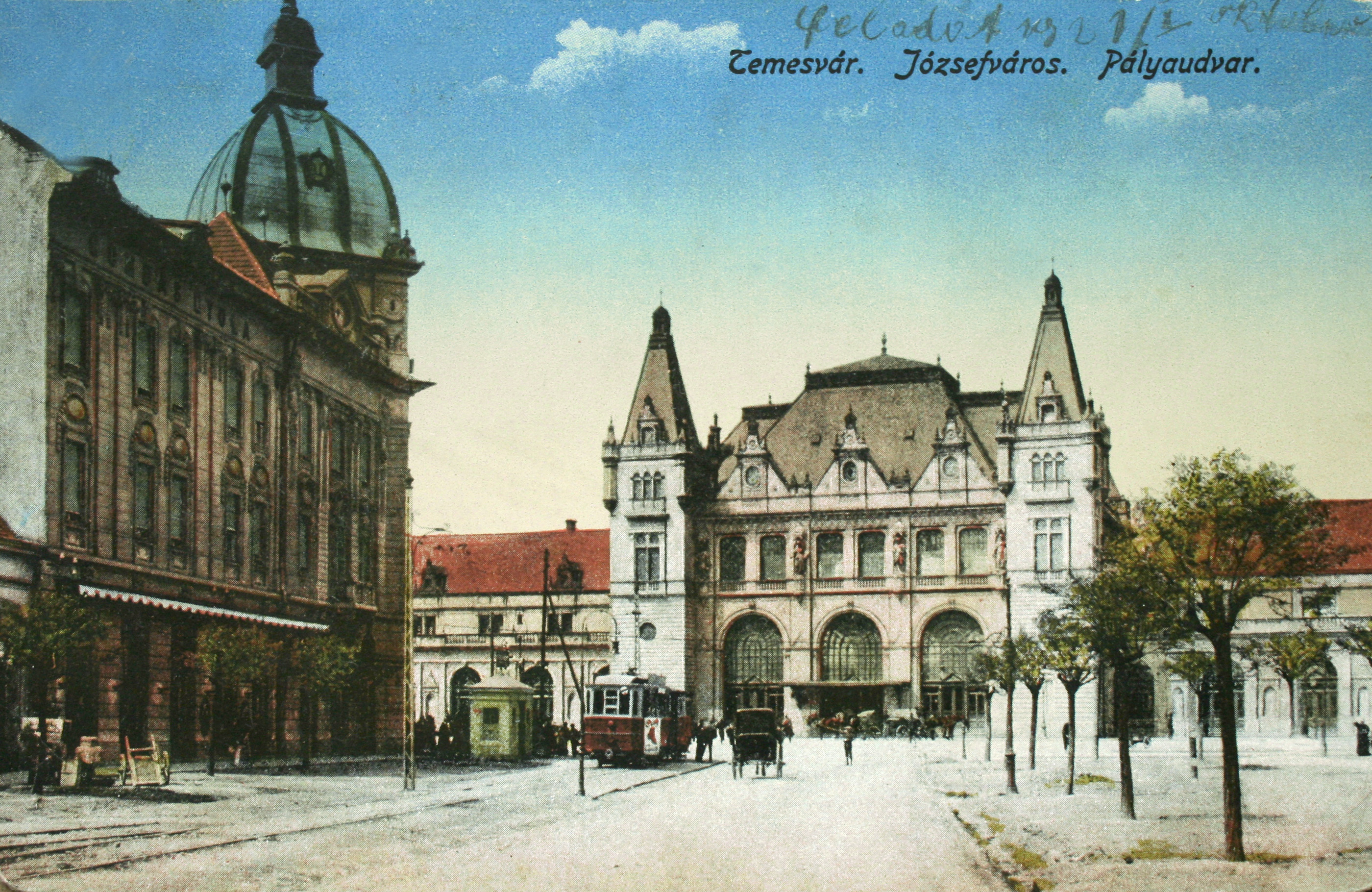
Antiga estação ferroviária de, num postal de 1917

- 1852 — Entrada em funcionamento duma linha de telégrafo entre Temesvár e Viena, a primeira linha telegráfica em território da atual Roménia.
- 1855 — 9 de fevereiro: Primeira apresentação da ópera La traviata de Giuseppe Verdi em Temesvár.
- 1857 — Iluminação pública a gás e inauguração da primeira linha ferroviária na planície do Banato entre Szeged e Temesvár, passando por Kikinda e Jimbolia (112 km). A viagem entre a Temesvár e Budapeste demorava 26 horas e entre Temesvár e Viena 36 horas.
- 1866 — Alexandre João Cuza, príncipe da Moldávia e da Valáquia, considerado o fundador da Roménia moderna, pára em Timișoara a caminho do exílio.
- 1867 — Introdução de carros americanos (transporte público de tração animal sobre carris).
- 1870 — Construção da primeira ponte metálica no Canal Bega, a Ponte Bem.
- 1879 — Início da construção da primeira linha telefónica em Timișoara, por iniciativa duma empresa privada de Ignatiu Leyritz, que no início teve 52 clientes. Em 15 de setembro realizou-se na cidade um recital de Johannes Brahms e Joseph Joachim.
- 1883 — 5 de junho: Inauguração do Expresso do Oriente, o qual atravessava o Banato, no percurso entre Szeged—Kikinda—Jimbolia—Timișoara—Caransebeș—Orșova.
- 1886 — Criação do primeiro serviço de ambulâncias, o primeiro da Hungria e da atual Roménia.
- 1891 — Abertura do primeiro museu permanente de Timișoara.
- 1899 — 25 de junho: Realização da primeira partida de futebol no que é hoje a Roménia, disputado entre os alunos do Liceu Piarista.
- 1907 — As muralhas da fortaleza são demolidas para permitir a expansão urbana.
- 1918 — 15 de novembro: Tropas sérvias ocupam a cidade. o Banato, até então uma possesão austro-húngara, era disputado entre a Sérvia e a Roménia.
- 1918 — 3 dezembro: Tropas coloniais francesas chegam à cidade para evitar conflitos entre a Sérvia e a Roménia.

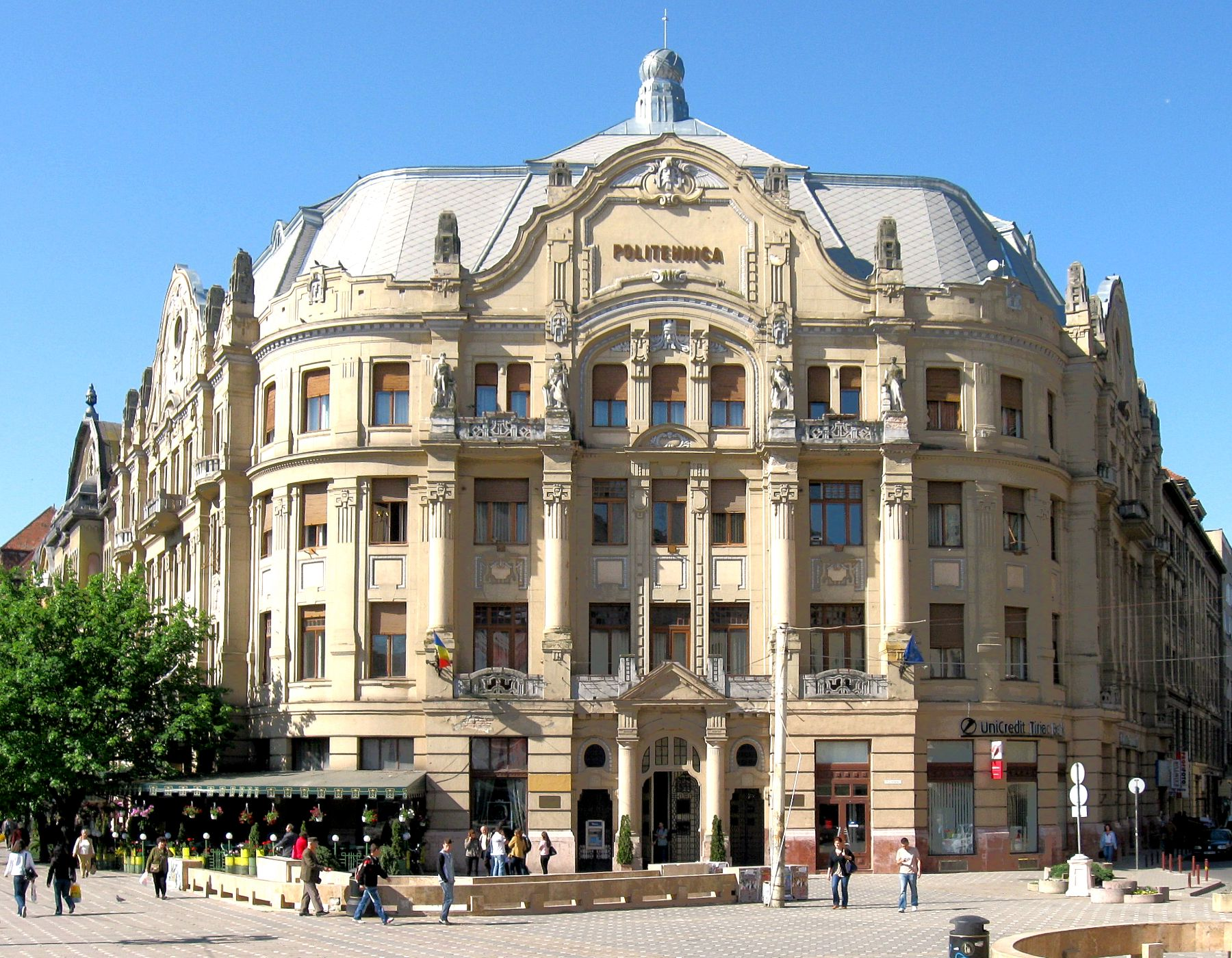
, um edifício de 1912 da autoria do arquiteto Lipót Baumhorn onde está instalada a reitoria da Universidade Politécnica de Timișoara, fundada em 1920

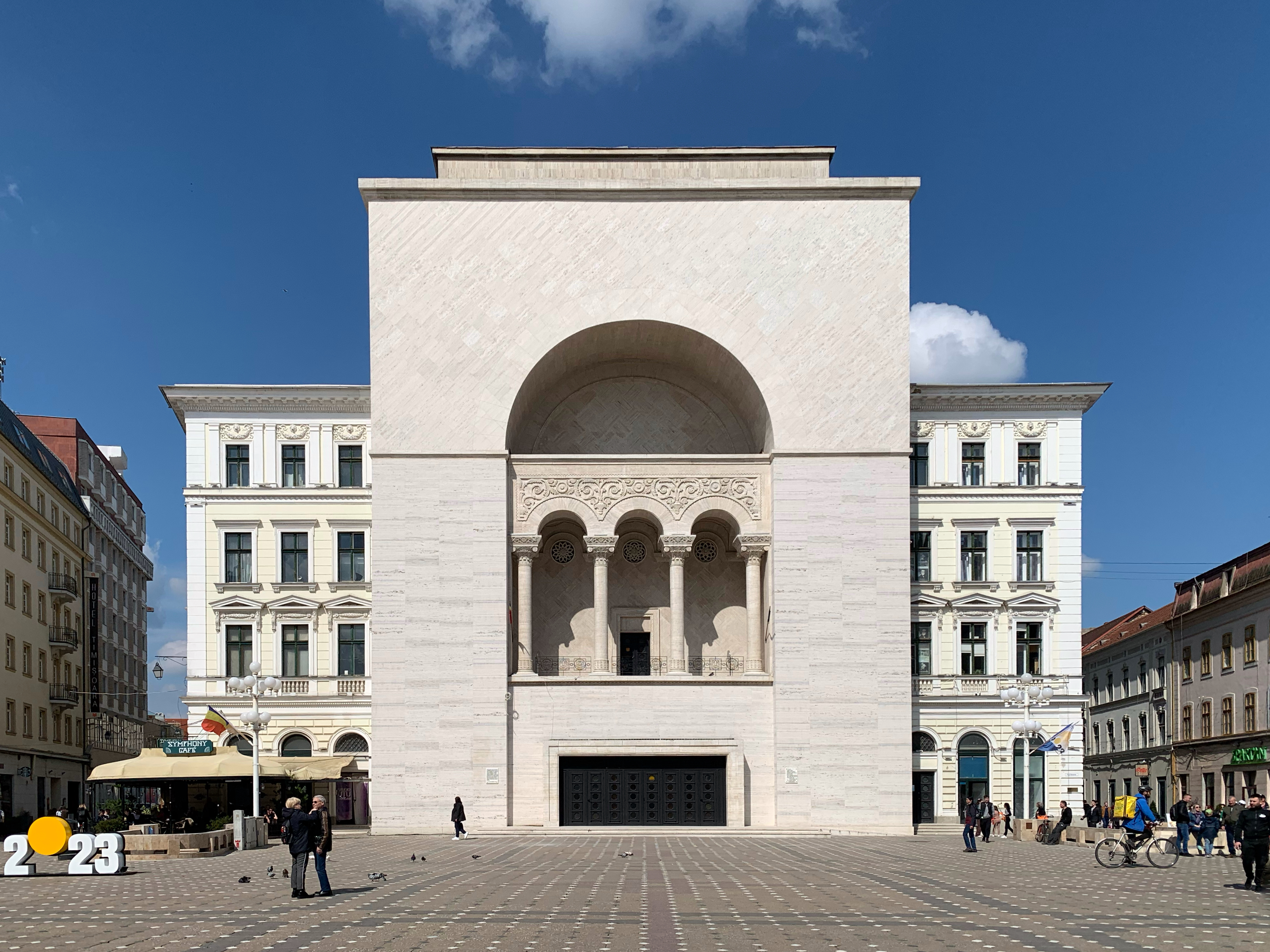
Sede da Ópera Nacional Romena de Timișoara, instalada no teatro reconstruído em 1928

- 1919 — 28 de julho: É instalada na cidade uma administração romena. Em 3 de agosto, o exército romeno entra em Timișoara. Na sequência do Tratado de Trianon de 1920, o Banato é dividido entre a Sérvia (um terço) e a Roménia (dois terços).
- 1920 — Abertura da Escola Politécnica de Timișoara. O teatro é destruído por um fogo. Só reabriria, após ser reconstruído, em 1928. O projeto de reconstrução foi da autoria do arquiteto romeno Duiliu Marcu.
- 1921 — Primeiros concertos de George Enescu em Timișoara.
- 1921-1927 — O clube de futebol Chinezul Timișoara é campeão nacional da Roménia em seis edições consecutivas do campeonato.
- 1926 — Inauguração da estátua da Lupoaica (lôba com Rómulo e Remo), uma oferta do governo italiano que se tornaria o símbolo da cidade.
- 1928 — Fundação do Ripensia Timișoara, o primeiro clube de futebol profissional da Roménia.
- 1930 — Timișoara tem 91 866 habitantes e é a sétima maior cidade da Roménia, com 30% de húngaros, 30% de alemães, 26% de romenos e 8% de judeus.
- 1932–1938 — O Ripensia vence cinco vezes o campeonato nacional romeno de futebol.
- 1944 — 16 e 17 de junho; 3 de julho: Timișoara é bombardeada pela Força Aérea Britânica. 12 de setembro: o Exército Vermelho soviético entra na cidade.
- 1945 — Fundação em Timișoara da primeira companhia de teatro profissional da Roménia.
- 1946 — Fundação da Ópera Nacional Romena de Timișoara, cujo primeiro espetáculo foi a Aida de Verdi, apresentado em 7 de abril de 1947.
- 1953 — São fundados o Teatro Estatal Magiar (Teatrul Maghiar de Stat), que em 1990 foi rebatizado Teatro Csiky Gergely, e o Teatro Estatal Alemão (Teatrul German de Stat).
- 1955 — Emissão do primeiro espetáculo radiofónico da Radio Timișoara.
- 1961 — O MECIPT 1, o primeiro computador alfanumérico romeno, é construído pela Universidade Politécnica de Timișoara.
- 1986 — Abertura do parque botânico e do jardim zoológico de Timișoara.
- 1989 — 16 de dezembro: início em Timișoara da Revolução Romena contra o regime comunista e o ditador Nicolae Ceaușescu.
- 1992 — Realização das segundas eleições legislativas e primeiras eleições locais da Roménia, nas quais foi eleito como prefeito de Timișoara Viorel Oancea.